# Sárgatorkú ragyogópapagáj
A sárgatorkú ragyogópapagáj (Polytelis swainsonii) a madarak osztályának papagájalakúak (Psittaciformes) rendjébe és a szakállaspapagáj-félék (Psittaculidae) családjába  tartozó faj.

## Rendszerezése
A fajt Anselme Gaëtan Desmarest svéd természettudós írta le 1826-ban, a Psittacus nembe Psittacus swainsonii néven.

## Előfordulása
Ausztráliában honos, Új-Dél-Wales és Victoria állam területén. Természetes élőhelyei a mérsékelt övi erdők. Vonuló faj.

## Megjelenése
Testhossza 40 centiméter, testtömege 133-157 gramm. Tollazata világoszöld, a hím torka sárga, vörös csíkkal. A tojó feje és testének felső része zöld, arca világos zöldeskék.

## Életmódja
Többnyire párban vagy kis csapatban fordul elő. Gyakran lehet együtt látni nimfapapagájokkal. Tápláléka magvakból, gyümölcsökből, bogyókból, virágokból, nektárból és rügyekből áll.

## Szaporodása
A költőpár augusztusban territóriumot foglal magának. A költési időszak szeptembertől decemberig tart. Fészkét magasan a fákon levő odvakba készíti.
A fészekalja 4-6 tojásból áll, ezeken csak a tojó 20 napig kotlik. Közben a hím a közelben tartózkodik és rendszeresen eteti a párját. A fiókákat a két szülő közösen eteti. A fiatal madarak 35 nap múlva repülnek ki.

## Természetvédelmi helyzete
Az elterjedési területe elég nagy, egyedszáma pedig növekszik. A Természetvédelmi Világszövetség Vörös listáján nem fenyegetett fajként szerepel.